# Blazing Arrow
Albums de Blackalicious
Deception
(2000) The Craft
(2005)
Blazing Arrow est le deuxième album studio de Blackalicious, sorti le 30 avril 2002.
L'album s'est classé 33e au Top R&B/Hip-Hop Albums et 49e au Billboard 200.
De nombreux invités apparaissent sur l'opus :
- Le musicien/poète Gil Scott-Heron fait une apparition sur First in Flight, en apportant une partie vocale ;
- Chali 2na de Jurassic 5 apparaît sur 4000 Miles ;
- Ben Harper chante et joue de la guitare sur Brainwasher ;
- Cut Chemist de Jurassic 5 apparaît sur Chemical Calisthenics ;
- Rakaa et DJ Babu des Dilated Peoples apportent des vers enflammés à Passion ;
- Saul Williams et Zack de la Rocha interviennent dans la mini-épopée qu'est Release.

## Liste des titres
| No  | Titre | Contient un (des) sample(s) de                                                   | Durée |
| --- | --- | -------------------------------------------------------------------------------- | ----- |
| 1.  | Introduction: Bow And Fire (featuring Linda Parker, Susan Bonaparte et Syble Scovell)                           |                                                                                  | 1:07  |
| 2.  | Blazing Arrow                                                                                                   | Me and My Arrow de Harry Nilsson                                                 | 2:40  |
| 3.  | Sky Is Falling                                                                                                  |                                                                                  | 2:27  |
| 4.  | First in Flight (featuring Gil Scott-Heron)                                                                     |                                                                                  | 4:33  |
| 5.  | Green Light: Now Begin                                                                                          | It Remains to Be Seen de Bennie Maupin                                           | 3:13  |
| 6.  | 4000 Miles (featuring Chali 2NA et Lateef the Truthspeaker)                                                     |                                                                                  | 4:35  |
| 7.  | Nowhere Fast / Purify (Interlude) (featuring Tracey Moore, Miho Hatori et Tenashus)                             |                                                                                  | 6:42  |
| 8.  | Paragraph President / Halfway Home (Interlude)                                                                  | D.A.I.S.Y. Age de De La Soul                                                     | 5:09  |
| 9.  | It's Going Down (featuring Lateef the Truthspeake et Keke Wyatt)                                                |                                                                                  | 3:44  |
| 10. | Make You Feel That Way                                                                                          |                                                                                  | 3:26  |
| 11. | Brain Washers / Cool Aid Chemistry (Interlude) (featuring Ben Harper)                                           |                                                                                  | 6:23  |
| 12. | Chemical Calisthenics                                                                                           |                                                                                  | 3:21  |
| 13. | Aural Pleasure / Faith's Fire (Interlude) (featuring Jaguar Wright, Miho Hatori et Lifesavas)                   | Grease It Up d'Andy Fairweather-Low                                              | 4:47  |
| 14. | Passion (featuring Rakaa)                                                                                       | It's My Thing de Marva Whitney Put Your Hand in the Hand des New Freedom Singers | 3:55  |
| 15. | Purest Love (featuring Bear et Damu Quarles)                                                                    | Move Me de James Gilstrap                                                        | 4:03  |
| 16. | Release (Part 1) / Release (Part 2) / Release (Part 3) (featuring Zack de La Rocha, Saul Williams et Sela Kerr) | The Well's Gone Dry des Crusaders 9 to 5 de Dolly Parton                         | 9:26  |
| 17. | Day One / Bow and Fire Outro (Interlude)                                                                        |                                                                                  | 4:52  |